# Гоянія
Гоянія (порт. Goiânia) — столиця і найбільше місто бразильського штату Гояс з населенням понад 1,4 млн осіб. Це друге за величиною місто в Центрально-Західному регіоні та 10-те в країні.
Гоянія — це так зване плановане місто, засноване 24 жовтня 1933 року тодішнім губернатором Педро Людовіко як нова столиця штату та адміністративний центр. Перед цим столицею штату було місто Гояс. Гоянія має найбільшу зелену площу на одного жителя в країні, і займає за цим показником друге місце після Едмонтона у світі.

## Клімат
Місто лежить у зоні, котра характеризується кліматом тропічних саван. Найтепліший місяць — жовтень із середньою температурою 24,6 °C (76,3 °F). Найхолодніший місяць — червень, із середньою температурою 20,9 °С (69,6 °F).
| Клімат Гоянії           | Клімат Гоянії | Клімат Гоянії | Клімат Гоянії | Клімат Гоянії | Клімат Гоянії | Клімат Гоянії | Клімат Гоянії | Клімат Гоянії | Клімат Гоянії | Клімат Гоянії | Клімат Гоянії | Клімат Гоянії | Клімат Гоянії |
| Показник                | Січ.          | Лют.          | Бер.          | Квіт.         | Трав.         | Черв.         | Лип.          | Серп.         | Вер.          | Жовт.         | Лист.         | Груд.         | Рік           |
| Абсолютний максимум, °C | 35,2          | 34,6          | 34,4          | 34            | 33,7          | 32,6          | 33,3          | 36,2          | 38,4          | 36,8          | 36,2          | 35,4          | 38,4          |
| Середній максимум, °C   | 29,2          | 29,4          | 30,1          | 30            | 29,1          | 28,7          | 28,9          | 31,2          | 31,9          | 31            | 29,7          | 28,9          | 29,8          |
| Середня температура, °C | 23,8          | 23,8          | 24            | 23,6          | 22,2          | 20,9          | 20,9          | 23            | 24,5          | 24,6          | 24,1          | 23,5          | 23,2          |
| Середній мінімум, °C    | 19,7          | 19,7          | 19,5          | 18,5          | 16            | 13,7          | 13,2          | 15            | 18,1          | 19,5          | 19,6          | 19,7          | 17,7          |
| Абсолютний мінімум, °C  | 9,1           | 15,4          | 14            | 11,2          | 5,7           | 3,5           | 3,8           | 6,8           | 10,4          | 13,7          | 14,4          | 12,9          | 3,5           |
| Днів з опадами          | 17            | 14            | 14            | 9             | 4             | 2             | 2             | 3             | 6             | 11            | 15            | 17            | 114           |
| Днів з дощем            | 17            | 14            | 14            | 9             | 4             | 2             | 2             | 3             | 6             | 11            | 15            | 17            | 114           |
| Вологість повітря, %    | 75            | 76            | 74            | 71            | 65            | 60            | 53            | 47            | 53            | 65            | 73            | 76            | 65,7          |
| ----------------------- | ------------- | ------------- | ------------- | ------------- | ------------- | ------------- | ------------- | ------------- | ------------- | ------------- | ------------- | ------------- | ------------- |
| Джерело: Weatherbase    |               |               |               |               |               |               |               |               |               |               |               |               |               |